# Chroicocephalus
Chroicocephalus — рід середніх і відносно невеликих за розміром мартинів, яких інколи включають до роду мартин (Larus). Назва походить від грец. chroa (колір) і cephalus (голова).

## Класифікація
До роду включають 11-12 сучасних та 1 вимерлий вид:
- Мартин австралійський (Chroicocephalus novaehollandiae)
  - Мартин новозеландський (Chroicocephalus novaehollandiae scopulinus)
- Мартин намібійський (Chroicocephalus hartlaubii)
- Мартин патагонський (Chroicocephalus maculipennis)
- Мартин сіроголовий (Chroicocephalus cirrocephalus)
- Мартин андійський (Chroicocephalus serranus)
- Мартин чорнодзьобий (Chroicocephalus bulleri)
- Мартин буроголовий (Chroicocephalus brunnicephalus)
- Мартин звичайний (Chroicocephalus ridibundus)
- Мартин тонкодзьобий (Chroicocephalus genei)
- Мартин канадський (Chroicocephalus philadelphia)
- Мартин китайський (Chroicocephalus saundersi)
- †Chroicocephalus utunui